# Thomas Paffrath
Thomas Paffrath (* 1964 in Köln) ist ein deutscher Orthopäde und Unfallchirurg. Er ist Chefarzt der Klinik für Unfall- und Handchirurgie am Cellitinnen-Severinsklösterchen Krankenhaus der Augustinerinnen Köln und war von 2010 bis 2016 Leiter der Sektion Notfall-, Intensivmedizin und Schwerverletztenversorgung (NIS) der Deutschen Gesellschaft für Unfallchirurgie (DGU).

## Werdegang
Sein Medizinstudium absolvierte Paffrath an der Ludwig-Maximilians-Universität München und der Universität zu Köln. Nach dem Studium sammelte er praktische Erfahrungen als Arzt im Praktikum an der Unfallchirurgischen Klinik der Medizinischen Hochschule Hannover. Anschließend vertiefte er seine Kenntnisse in Assistenzarztpositionen am II. Chirurgischen Lehrstuhl der Universität zu Köln, in der Chirurgischen Abteilung des Vinzenz-Pallotti-Hospitals Bensberg und an der Klinik und Poliklinik für Unfallchirurgie des Universitätsklinikums Essen. 1999 promovierte er mit einer Arbeit, die sich mit dem Traumaregister der Deutschen Gesellschaft für Unfallchirurgie als Instrument zur Qualitätssicherung befasste.
Im Jahr 2000 übernahm Paffrath die Position des Oberarztes an der Klinik und Poliklinik für Unfallchirurgie des Universitätsklinikums Essen. 2004 wechselte er als Oberarzt an die Klinik für Unfallchirurgie, Orthopädie und Sporttraumatologie des Klinikums Köln-Merheim, die dem Lehrstuhl für Orthopädie und Unfallchirurgie der Universität Witten/Herdecke angegliedert ist. Dort wurde er 2010 zum Leitenden Oberarzt ernannt. Seit Januar 2020 ist er Chefarzt der Klinik für Unfall- und Handchirurgie am Krankenhaus der Augustinerinnen in Köln.
1993 war Paffrath an der Gründung des Traumaregisters DGU beteiligt.
Paffrath hat laut Datenbank Google Scholar einen h-Index von 38 (Stand November 2024).

## Engagement in Fachgesellschaften
Paffrath ist Mitbegründer von ATLS Deutschland (Advanced Trauma Life Support) und TDSC Deutschland (Terror and Disaster Surgical Care). Von 2010 bis 2016 leitete er die Sektion Notfall-, Intensivmedizin und Schwerverletztenversorgung (NIS) der Deutschen Gesellschaft für Unfallchirurgie (DGU) und war anschließend bis 2019 Mitglied des Boards dieser Sektion. Zudem ist er Mitglied im deutschen ATLS-Board, einem Ausbildungskonzept für die Schockraumversorgung von Schwerverletzten, und Instruktor im deutschen DSTC-Kurs (Definitive Surgical Trauma Care).